# أسماك غضروفية
الأسماك الغضروفية (الاسم العلمي: Chondrichthyes)، هي طائفة من الأسماك التي لا تملك عظاماً حقيقية (باستثناء الأسنان والعمود الفقري)، بل تملك بدلاً من ذلك هياكلاً مكوّنةً من الغضاريف، وتتألف هذه الطائفة من القروش وأسماك السفن والشفنين. ظهرت الأسماك الغضروفية على الأرض للأوّل مرة قبل 450 مليون عام تقريباً، وهي تتضمّن حالياً أسماكاً متنوّعة تتراوح من اللواحم المخيفة إلى آكلات رخويات غير مؤذية. ويُصطاد حالياً عدد من أنواع الأسماك الغضروفية - مثل القروش والشفانين - للرياضة أو الأغراض التجارية.
بسبب أن أجسام الغضروفيّات تتألف من اللحم والغضاريف بالكامل (باستثناء الأسنان والعمود الفقري)، فإنه لا يُمكن حفظ أجساد كاملة لها إلا تحت ظروف خاصة. وهذا يَتسبب بندرة في أحافيرها وصعوبة في الحصول عليها.

## الفيسيولوجيا
تملك الأسماك الغضروفية ما يتراوح من 5 إلى 7 خياشيم طولية على كل جانب من جسمها. القروش والشفانين تتكاثر بتمرير المنى من الذكر إلى الأنثى، ويَستخدم الذكر زعانف لتثبيت نفسها على جسمها زعانف خاصة تسمّى "المَشابك"، ملتحقة بزعانفها الحوضية. وعلى عكس معظم الأسماك، فإن الأسماك الغضروفية تتكاثر بتخصيب داخلي. وعندما تتطور البيوض المخصبة، فإنها تغلف بقشرة قوية وتوضع في الماء، أو إما أن تغلف بقشرة رقيقة وتبقى في الجسم حتى تفقس.
تملك الغضروفيات أسناناً ذات مقاومة عالية للانحلال. كقاعدة عامة، استبدال الأسنان منخفض نسبياً عند القروش القديمة والغضروفيات الأخرى، لكن الأمر مختلف عند القروش الحديثة. فيُمكن لقرش أن يَستبدل أسنانه خلال أيام، ويُمكنه أن يُنتج مئات أو حتى آلاف الأسنان خلال حياته. وهناك فائدة لمعدل إنتاج الأسنان المذهل هذا، حيث أن أسنان القروش الحديثة هي الأغنى نموذجياً من بين أحافير الفقاريات في الترسبات البحرية العائدة إلى كل من العصر الطباشيري والدهر الحديث. تتميّز أسماك السفن والشفانين بامتداد زعانفها الصدرية إلى قرص، يَكون ممتداً جيداً عند بعضها حتى الخطم.

## التطور

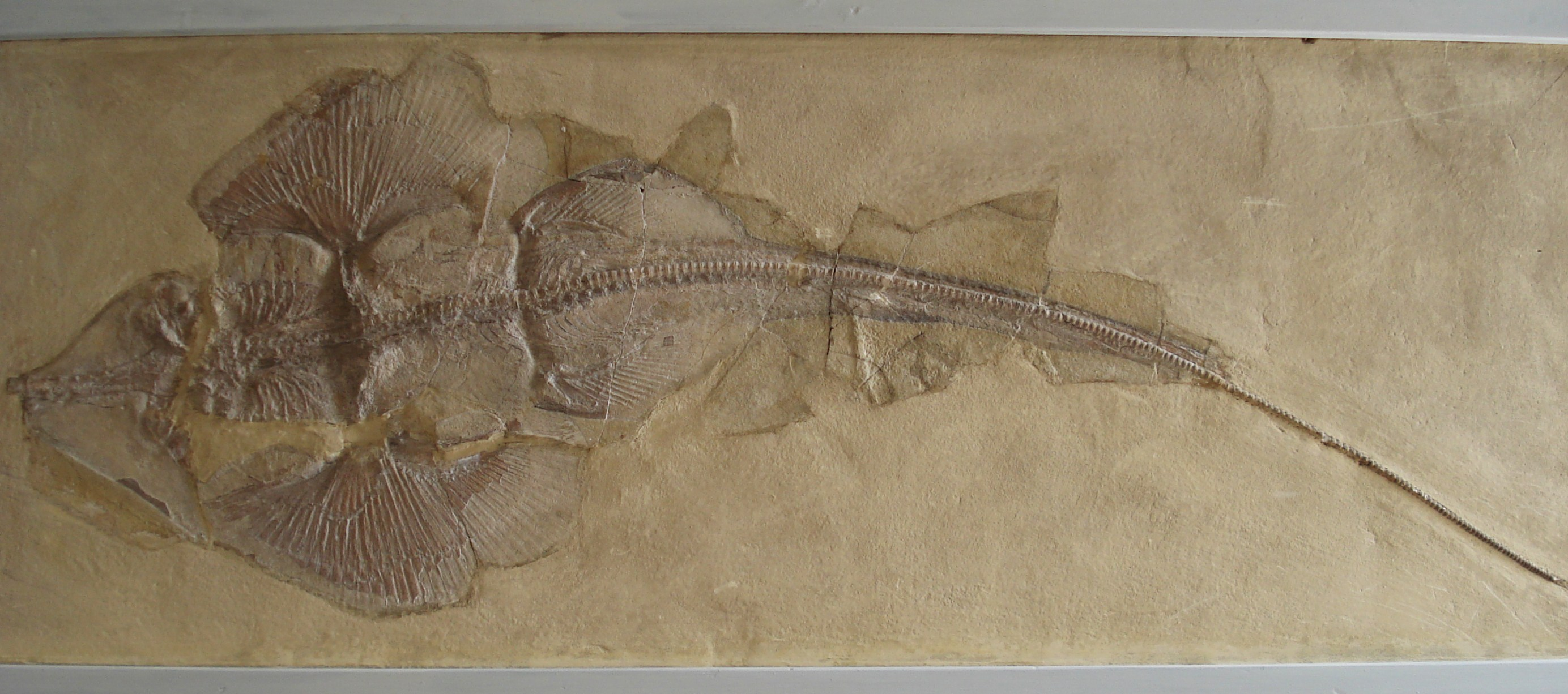
أحفورة لشفنين منقرض يَعود إلى العصر الجوراسي.

ربما تكون الغضروفيات هي أقدم الفقاريات المعروفة، فقد بدأت أولى الأسماك الشبيهة بالقروش بالظهور في رواسب الأردوفيسي المتأخر والسلوري السفلي (بالرغم من أن الشفانين والسفن لم يَظهرا حتى العصر الجوراسي). لكن بالرغم من هذا، فإن أولى الأسماك المجزوم بأنها قروش لم تظهر حتى الديفوني السفلي. وقد ازداد تنوّع وانتشار الأحافير بشكل ضخم في العصر الديفوني العلوي و العصر الفحمي، ثم انحدر نوعاً ما بعد ذلك، وأخيراً ازداد مجدداً في العصرين الطباشيري والثلاثي. وحالياً، تمثل القروش وأقاربها ثاني أكثر مجموعات الأسماك الحية تنوعاً وغنى.